# Гранов (Винницкая область)
Гранов (укр. Гранів) — село в Гайсинском районе Винницкой области Украины.

## История
Являлось административным центром Грановской волости Гайсинского уезда Подольской губернии Российской империи.
Население по переписи 2001 года составляло 2710 человек.
С 2020 года является членом Краснопольской сельской общины.

## Адрес местного совета
23731, Винницкая область, Гайсинский р-н, с. Гранов, ул.50 лет Советской власти, 2

## Известные люди
- Гуляренко, Степан Никифорович (1894—?) — Герой Социалистического Труда.
- Калайда, Феофил Клементьевич (1864—1942) — русский и советский садовник.
- Кальницкий, Иван Сергеевич (1923—2006) — Герой Социалистического Труда.
- Норовский, Ефим Иванович (1907—1999) — генерал-майор, военный строите
- Блиновский Юзеф Адамович (1900-1966) - Доктор медицинский наук, профессор